# Antidesma fordii
Antidesma fordii är en emblikaväxtart som beskrevs av William Botting Hemsley. Antidesma fordii ingår i släktet Antidesma och familjen emblikaväxter. Inga underarter finns listade i Catalogue of Life.